# Resolución 217 de la Asamblea General de las Naciones Unidas
La Resolución 217A de la Asamblea General de las Naciones Unidas ratifica la Declaración Universal de Derechos Humanos, y fue adoptada el 10 de diciembre de 1948.  
La resolución fue adoptada por una mayoría de 48 países de entre los 58 miembros de las Naciones Unidas en ese momento; sin embargo, 8 se abstuvieron y la República de Honduras y el Reino Mutawakkilita de Yemen no votaron. 

## Resultados de votación
El resultado de la votación fue el siguiente:
| A favor              | Abstenciones    |
| Afganistán           | Bielorrusia     |
| Argentina            | Checoslovaquia  |
| Australia            | Polonia         |
| Bélgica              | Arabia Saudita  |
| Bolivia              | Ucrania         |
| Brasil               | Sudáfrica       |
| Birmania             | Unión Soviética |
| Canadá               | Yugoslavia      |
| Chile                |                 |
| China                |                 |
| Colombia             |                 |
| Costa Rica           |                 |
| Cuba                 |                 |
| Dinamarca            |                 |
| República Dominicana |                 |
| Ecuador              |                 |
| Egipto               |                 |
| El Salvador          |                 |
| Etiopía              |                 |
| Francia              |                 |
| Grecia               |                 |
| Guatemala            |                 |
| Haití                |                 |
| Islandia             |                 |
| India                |                 |
| Irán                 |                 |
| Irak                 |                 |
| Líbano               |                 |
| Liberia              |                 |
| Luxemburgo           |                 |
| México               |                 |
| Países Bajos         |                 |
| Nueva Zelanda        |                 |
| Nicaragua            |                 |
| Noruega              |                 |
| Pakistán             |                 |
| Panamá               |                 |
| Paraguay             |                 |
| Perú                 |                 |
| Filipinas            |                 |
| Tailandia            |                 |
| Suecia               |                 |
| Siria                |                 |
| Turquía              |                 |
| Reino Unido          |                 |
| Estados Unidos       |                 |
| Uruguay              |                 |
| Venezuela            |                 |